# 恋とオンチの方程式
『恋とオンチの方程式』（こいとオンチのほうていしき）は、香西志帆監督で2015年に公開された、2016年2月20日公開の日本の映画作品。
さぬき市の「津田の松原」をPRしようと地元の自治会などがさぬき市地域まちづくり活動事業の一環として制作され、「さぬき映画祭2014」での初上映、2015年1月17日からの香川県先行上映を経て、2016年2月20日に公開された。

## あらすじ
- 映画「恋とオンチの方程式」公式サイト Story

## 登場人物
山吹みどり
演 - 夏菜
「ほととぎすバス」のバスガイド。オンチでワケあり。
小川カズユキ
演 - 平岡祐太
小学校教師。元音楽プロデューサー。
栗田拓人
演 - 黄川田将也
音響機器メーカー「ナマズダイナミクス」のイケメン御曹司。
十河夏子
演 - 吉田羊
バスガイド。クールでいつも完璧。
真庭薫子
演 - 大塚千弘
バスガイド。元客室乗務員。肉食系。
佐久間容子
演 - 藤真美穂
バスガイド。ウワサ好き。
高橋
演 - 永野宗典
栗田家執事。
早乙女学
演 - 諏訪雅
体育教師。ヒーローおたく。
沼田
演 - 土佐和成
拓人の部下。
山吹真雪
演 - 森昌子 （特別出演）
みどりの母。
栗田徹子
演 - 戸田恵子
「ナマズダイナミクス」の女性社長。

## スタッフ
- 製作:本広克行
- 脚本・監督・編集:香西志帆
- 音楽:鈴木めぐみ、是松裕子
- 主題歌：森昌子「時の過ぎゆくまま」（キングレコード）
- 配給:ティ・ジョイ